# Vitrac, Puy-de-Dôme
Vitrac är en kommun i departementet Puy-de-Dôme i regionen Auvergne-Rhône-Alpes i centrala Frankrike. Kommunen ligger i kantonen Manzat som tillhör arrondissementet Riom. År 2022 hade Vitrac 338 invånare.

## Befolkningsutveckling
Antalet invånare i kommunen Vitrac
| Referens: INSEE |